# شركة علاج الأمراض النادرة
شركة علاج الأمراض النادرة (بالإنجليزية: Cure Rare Disease)‏ هي شركة تكنولوجيا حيوية غير ربحية مقرها بوسطن، ماساتشوستس تعمل على إنشاء علاجات فردية باستخدام تقنية كريسبر (CRISPR) لعلاج الأشخاص المتأثرين بالأمراض النادرة.

## تاريخ
أسس ريتشارد هورغان مؤسسة تيري للحثل العضلي في عام 2017، والتي أصبحت شركة علاج الأمراض النادرة في عام 2018، من أجل تطوير علاج لضمور العضلات الدوشيني لشقيقه الذي كان يكافح المرض منذ الطفولة. مستفيدًا من شبكته من كلية هارفارد للأعمال، شكل هورغان تعاونًا يتكون من كبار الباحثين والأطباء في جميع أنحاء البلاد لتطوير هذا العلاج لأخيه، وفي النهاية أسس شركة علاج الأمراض النادرة.
اتصل هورغان أولاً بالعالم في مستشفى بوسطن للأطفال، الدكتور تيموثي يو، الذي نجح في ابتكار دواء مخصص لفتاة مصابة بحالة التنكس العصبي، مرض باتن باستخدام تقنية قليل النوكليوتيد المضادة للحساسية. إن طفرة شقيق هورغان ليست قابلة للتكيف مع تقنية قليل النوكليوتيد، لذلك تبنى هورغان العملية وبدلاً من ذلك استخدم تقنية كريسبر كتقنية لمحاولة علاج أخيه.

## بحث
يوجد حاليًا نوعان من الأدوية المعتمدة من قِبل إدارة الأغذية والعقاقير (FDA) لعلاج الحثل العضلي الدوشيني لعلاج المرضى الذين يعانون من طفرات في جين الديستروفين الذي يشمل إكسون 51 و53. ومع ذلك، فإن الأشخاص المصابين بضمور دوشين لديهم طفرات تؤثر على إكسونات مختلفة من الجين، لذلك لا تعمل هذه الأدوية في العلاج كل المرضى.
تعمل شركة علاج الأمراض النادرة على تطوير علاجات مخصصة باستخدام تقنية كريسبر لتحرير الجينات. لتقديم العلاج بشكل منهجي، يتم إدخال كريسبر في الفيروس المرتبط بالغدة. تم تخصيص الدواء الذي تم تطويره لشقيق ريتشارد لكل مريض، باستخدام منشط نسخ كريسبر يعمل على تنظيم الشكل الإسوي البديل للديستروفين. نظرًا لأن تقنية التنشيط كريسبر لا تحث على قطع مزدوج تقطعت به السبل، بل تعمل على تنظيم الهدف محل الاهتمام، فهناك خطر أقل من إدخال طفرة جينية خارج الهدف. من خلال التعاون مع شركة علاج الأمراض النادرة، بدأ الباحثون في مختبرات تشارلز ريفر، ومقرها في ويلمنجتون، ماساتشوستس، في تطوير نماذج حيوانية لها نفس الطفرة الجينية مثل الشخص الذي سيتم علاجه بالدواء بحيث يمكن إظهار الفعالية العلاجية والسلامة.
بعيدًا عن المريض الأول، جمعت شركة علاج الأمراض النادرة أسر المرضى الذين يعملون مع المنظمة لجمع الأموال ودعم تطوير علاجات إضافية مخصصة تستهدف الطفرات المختلفة التي تسبب الضمور العضلي وماتشادو جوزيف، وهي حالة تنكسية عصبية.

## شركاء
- مختبرات تشارلز ريفر
- كلية الطب بجامعة ماساتشوستس تشان
- الديفرون
- فيرالجين
- مدرسة طب جامعة ييل

يشمل التعاون متعدد الوظائف باحثين وأطباء من كلية الطب بجامعة ييل، وكلية الطب بجامعة ماساتشوستس، ومستشفى بوسطن للأطفال، ومدرسة الطب في جامعة ديفيد غيفين، وفيرالجين، والديفرون، ومختبرات تشارلز ريفر

## روابط خارجية
- موقع ويب Cure Rare Disease
- علاج الأمراض النادرة في برنامج اليوم